# Sveriges Folkbiografer

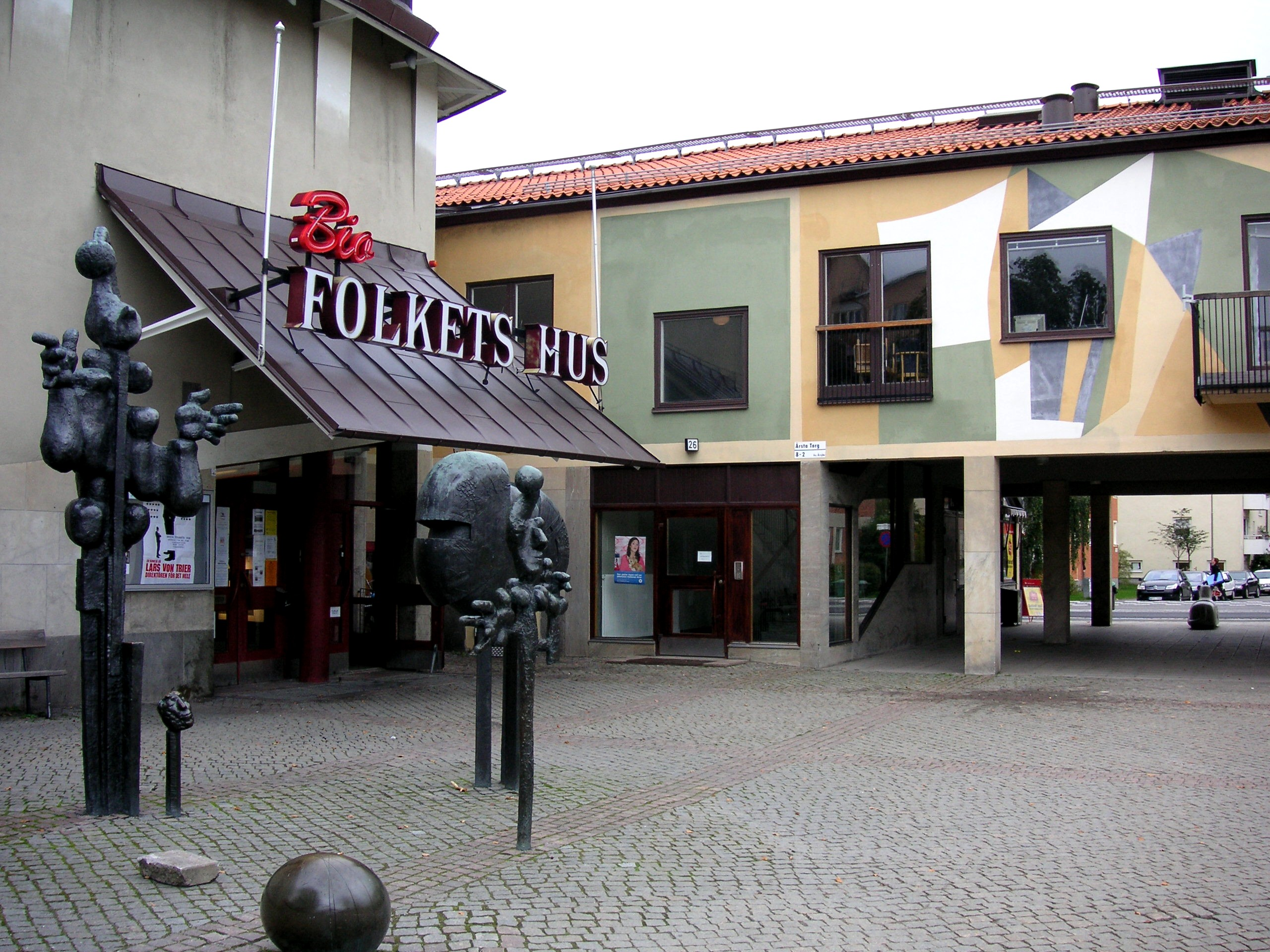
Biograf Forum i Årsta centrum, södra Stockholm, ingick i Sveriges Folkbiografer, här entrén i september 2007.

Sveriges Folkbiografer (kort Folkbio) var en biografkedja, filmdistributör och ett filmproduktionsbolag som bildades 1941 med Karl Kilbom som VD. Bolaget lades ner 1972. 

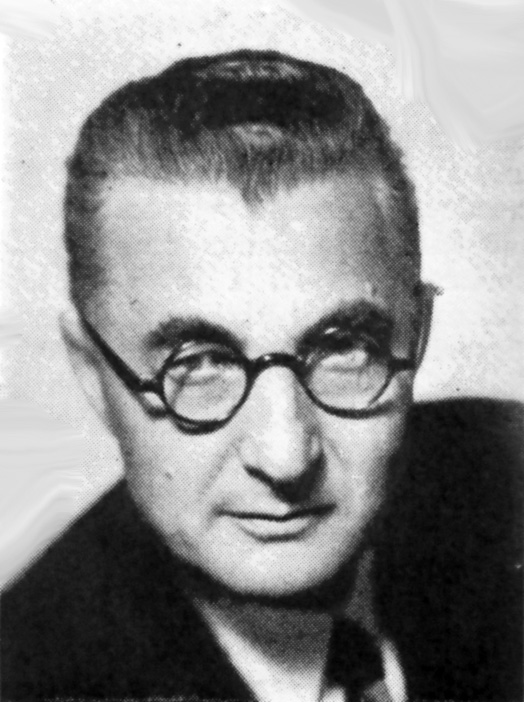
Karl Kilbom.

Syftet med bolaget var att stärka och samla Folkets husrörelsens biografer. Bakom Sveriges Folkbiografer stod bland annat Bondeförbundet, ett stort antal Folkets hus-föreningar samt LO, IOGT och NTO. Tanken var att producera kvalitetsfilm med anknytning till arbetar- och bondeklassens förhållanden.
Sveriges Folkbiografer förmedlade film till 526 biografer, indelade huvudsakligen länsvis i 24 kedjor, och levererade nödvändig utrustning som biografutensilier, projektorer, installationsmaterial till alla former av samlingslokaler.
Bolagets uppgift var även att centralt kunna förhandla fram bra villkor för filmleveranser och ganska snart började man också producera film.
Bland egna produktioner märks Skogen är vår arvedel (1944) med skogsbonden spelat av Bullen Berglund. Filmen var ett kommersiellt och ideologiskt folkrörelseexperiment i skuggan av andra världskriget. Trots ganska gott publikresultat blev filmen en ekonomisk förlustaffär i hundratusenkronorsklassen. Därefter förvärvade Sveriges Folkbiografer Nordisk Tonefilm och gjorde det till sitt produktionsbolag.
Andra produktioner, i två av dem medverkade Ingmar Bergman som manusförfattare och regissör:
- Dröm blev verklighet (1949)
- Skepp till India land (1947)
- Det regnar på vår kärlek (1946)
- Fosterlandet blir vad du gör det till (1942)
- Per Albin regerar (1942)
- Växjö 600 år (1942)
- Albert Engström och hans rospiggar (1941)